# عز الدين علية
عز الدين عليّة (بالفرنسية: Azzedine Alaïa)‏ (26 فبراير 1940 - 18 نوفمبر 2017) هو مصمم أزياء عالمي، تونسي الجنسية، متخصص بتصميم وصناعة الملابس الفاخرة ومقيم في فرنسا. ارتدى الكثير من المشاهير ملابس من تصميم علية أهمهم ميشيل أوباما ومادونا وجانيت جاكسون وفيكتوريا بيكام

## المسيرة المهنية
درس عز الدين علية في مدرسة الفنون الجميلة بتونس ثم هاجر إلى فرنسا. ارتدى العديد من مشاهير هوليود والسياسة ملابس من تصميم علية فقد ارتدت ليدي غاغا ملابس من تصميمه. وكذلك ارتدت ميشيل أوباما خمس مرات من تصاميمه آخرهم خلال خطاب حالة الاتحاد في يناير 2014.

## وصلات خارجية
- عز الدين علية على موقع IMDb (الإنجليزية)
- عز الدين علية على موقع ديسكوغز (الإنجليزية)
- عز الدين علية على موقع قاعدة بيانات الفيلم (الإنجليزية)

- الموقع الرسمي
- عز الدين علية في فوغ المملكة المتحدة